# Dąb algierski
Dąb algierski (Quercus canariensis Willd.) – gatunek roślin z rodziny bukowatych (Fagaceae Dumort.). Występuje naturalnie w Maroku, Algierii, Tunezji, Hiszpanii oraz Portugalii. Ponadto bywa uprawiany. Na Wyspach Kanaryjskich wyginął w 1938 roku z powodu działalności człowieka. 

## Morfologia
PokrójCzęściowo zimozielone drzewo dorastające do 20–30 m wysokości. Korona drzewa jest szeroko rozpostarta. Pień osiąga 1 m średnicy. Kora jest spękana, gruba i ma czarniawą barwę. Gałązki są szarozielone, początkowo gęsto owłosione, lecz z czasem stają się gładkie i bezwłose. Pąki mają wąskostożkowaty kształt, mierzą 7 mm długości, z jasnobrązowymi łuskami pokrytymi białym owłosieniem.
LiścieBlaszka liściowa ma kształt od odwrotnie jajowatego do podługowatego lub eliptycznego. Mierzy 6–18 cm długości oraz 4–7 cm szerokości, jest z 7–14 parami płytkich, ząbkowanych klapek na brzegu, ma niemal sercowatą nasadę. Ma 12–14 par żyłek drugorzędnych odchodzących od nerwu głównego pod kątem mniejszym niż 32°. Widoczne gołym okiem są także żyłki trzeciorzędne. Młode liście są wełnisto owłosione, z cienkimi, długimi, płowymi, pojedynczymi, luźnymi włoskami, lecz z czasem łysieją z wyjątkiem kątów żyłek. Górna powierzchnia dojrzałych liści ma matową, ciemnozieloną barwę i jest bezwłosa, natomiast od spodu jest sina z włoskami wzdłuż nerwów. Mają tylko jedną warstwę komórek epidermy o grubości 0,1–0,2 mm. Ogonek liściowy ma ciemnoróżowawą barwę, początkowo jest owłosiony, lecz z czasem łysieje, ma 15–25 mm długości.
KwiatySą rozdzielnopłciowe. Kwiaty męskie są zebrane w kotki mierzące 4–8 cm długości. Kwiaty żeńskie osadzone są na krótkich szypułkach, mają owłosiony okwiat, zawierają 3 lub 4 owocolistki.
OwoceOrzechy zwane żołędziami o jajowato obłym kształcie, dorastają do 25–35 mm długości, zebrane po 2–3 na szypułkach o długości 0,5–1 cm. Osadzone są w miseczkach o półkulistym kształcie, z owłosionymi, wybrzuszonymi łuskami o lancetowatym kształcie. Orzechy otulone są w miseczkach do 35% ich długości.

## Biologia i ekologia
Rośnie w lasach, w pobliżu cieków. Występuje na wysokości od 700 do 1000 m n.p.m. Jest rośliną częściowo zimozieloną – zimą część liści pozostaje zielona, lecz niektóre przebarwiają się na brązowo. Kwitnie od kwietnia do maja, natomiast owoce dojrzewają w tym samym roku. Jest wytrzymały na mróz. Preferuje gleby wapienne, lecz może rosnąć także na ciężkim gliniastym podłożu. Charakteryzuje się szybkim tempem wzrostu. Może osiągać wiek ponad 300 lat. 
W 1990 i 1991 roku w zaroślach dębu algierskiego zaobserwowano zagrożony wyginięciem gatunek ptaka – kowalika algierskiego.

## Zmienność
W uprawie może tworzyć płodne mieszańce z dębem szypułkowym (Q. robur) – Q. × carrissoana.
Ponadto tworzy mieszańce:
- z dębem portugalskim (Q. faginea) – Q. x fagineomirbeckii
- z dębem galasowym (Q. lusitanica) – Q. x lagunai
- z dębem omszonym (Q. pubescens) – Q. x anselmii
- z dębem bezszypułkowym (Q. petraea) – Q. x viveri
- z Q. pyrenaica – Q. x fontqueri

## Ochrona
Dąb algierski występuje między innymi w Parku Narodowym Taza w Algierii, gdzie jest gatunkiem dominującym razem z Q. afares i dębem korkowym.